# Gary Lux
Gerhard ”Gary” Lux, född 26 januari 1959, är en österrikisk sångare, kompositör och musikproducent.
Lux deltog första gången i den österrikiska uttagningen till Eurovision Song Contest 1983 och framförde då två bidrag; Hurricane (som en del av gruppen Westend) och Bleib wie du bist (som soloartist, 4:e plats). Det förra bidraget vann och i finalen, som hölls i Västtyskland, kom de på delad 9:e plats med 53 poäng. Han fick representera Österrike igen redan året därpå som körsångare bakom Anita Spanner när denne framförde bidraget Einfach weg (19:e plats, 5 poäng). Dessförinnan deltog han i den österrikiska uttagningen det året framförde bidraget Kumm hoit mi i en duett med Gitti Seuberth (2:a plats). 1985 representerade han Österrike som soloartist med bidraget Kinder dieser Welt och kom på 8:e plats med 60 poäng. 1987 representerade han åter Österrike i tävlingen som soloartist med bidraget Nur noch Gefühl och kom på 20:e plats med 8 poäng. I Eurovision Song Contest 1993 och 1995 var han körsångare bakom Tony Wegas respektive Stella Jones.